# ورقة 10 سين
ورقة 10 سين (十銭紙幣) فئة ورقية من الين الياباني أصدرت من عام 1872 إلى عام 1947في أربع سلاسل مختلفة، استخدمت ورقة 10 سين من السلسلة الأولى مع عملة 10 سين حتى سحبها في عام 1887. أما المجموعات الثلاث الأخرى فهي مرتبطة بتأثيرات الحرب العالمية الأولى والحرب العالمية الثانية. أصدر آخر سلسلتين بنك اليابان بدلاً من الخزانة. ألغي تداول الورقة في نهاية عام 1953 عندما أصدرت الحكومة اليابانية قانونًا يلغي أوراق النقدية الأصغر من الين.

## أوراق بنك اليابان

### سلسلة الإصدار الأول (1944)
أصدرت ورقة 10 سين من سلسلة الإصدار الأول في 1 نوفمبر 1944 (شووا 19) بعد صعوبة نقل القصدير اللازم لسك عملة 10 سين من المستعمرات اليابانية في جنوب شرق آسيا. بسبب تفوق الحلفاء الجوي والبحري. على وجه ورقة 10 سين برج السلام في متنزه هيواداي، ابعاد الورقة النقدية 106×51 ملم ولونها أسود وأرجواني.

### السلسلة أ (1947)
اصدرت أخر ورقة 10 سين في 5 سبتمبر 1947 جزء من السلسلة أ. على وجه الورقة حمامات وعلى الظهر مبنى البرلمان الياباني. أبعاد الورقة 100×52 ملم ولونها أزرق محمر وبني فاتح. للحد من التضخم بعد الحرب ألغى بنك اليابان جميع الأوراق النقدية التي تزيد قيمتها عن الين وأصدر أوراقًا نقدية جديدة. بسبب الاضطرابات التي أعقبت الحرب، كانت جميع أوراق السلسلة باستثناء ورقة 100 ين سيئة الصنع. ومما زاد الطين بلة أن من طبع ورقة 5 سين هما شركتين مختلفتين من القطاع الخاص، أدى ذلك إلى اختلافات كبيرة بين النسختين والتزوير. ألغي تداول العملة في نهاية عام 1953 عندما أصدرت الحكومة اليابانية قانونًا يلغي العملات الأصغر من الين. ندر استخدام الورقة في ذلك الوقت بسبب التضخم المفرط بعد الحرب.

### التصميم
| السلسلة                              | الوجه | الظهر |
| ------------------------------------ | ----- | ----- |
| 1944 (شووا 19) (سلسلة الإصدار الأول) |       |       |
| 1947 (شووا 22) (السلسلة أ)           |       |       |